# Rotula deciesdigitatus
Rotula deciesdigitatus (Leske, 1778) è un riccio di mare della famiglia dei Rotulidi, tipico delle coste atlantiche africane. È l'unica specie nota del genere Rotula.

## Descrizione
Ha un guscio appiattito di forma grossolanamente discoidale, profondamente digitato nella parte posteriore.